# 알리 세이드
알리 세이드 세이크 하산 또는 알리 하산 세이드 아왈레는 소말리아의 군인으로 모가디슈 경찰서장과 보안 사령관을 지냈으며 2009년 6월 17일 모가디슈 전투 중 저격수의 총에 맞아 전사했다.
2007년 이전에도 암살 시도가 있었으며 자주 동료들을 격려하였다고 하며 그의 죽음은 셰이크 아메드의 과도 정부의 큰 손실이었다.